# Piramo e Tisbe

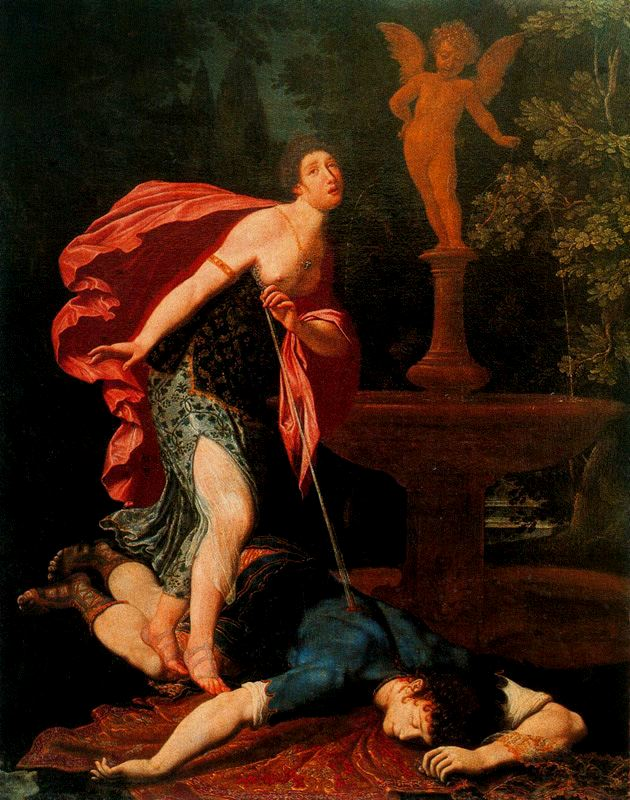
Morte di Piramo e Tisbe di Gregorio Pagani (Galleria degli Uffizi, Firenze).

Pìramo e Tisbe (Πύραμος, Pýramos; Θίσβη, Thísbē) sono due personaggi delle Metamorfosi di Ovidio (IV liber, vv 55-166), il quale ne ambientò la storia nell'antica città mesopotamica di Babilonia. Secondo alcune ricostruzioni il racconto proviene da ignota fonte ellenistica ed era precedentemente collocato nella regione anatolica della Cilicia o, in alternativa, nell'isola di Cipro.

## Mito

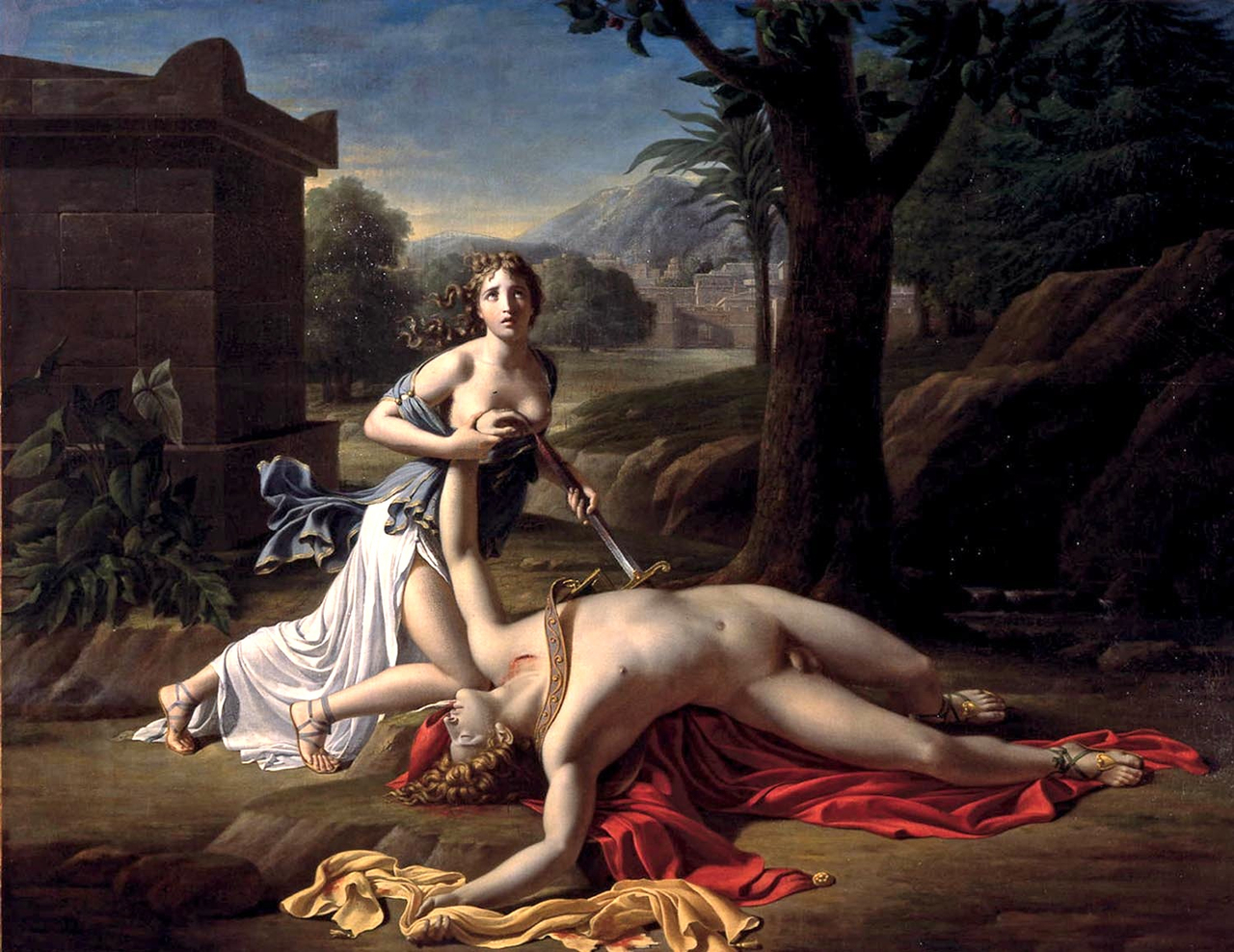
Piramo e Tisbe di Pierre Gautherot (1769-1825).

Secondo la leggenda nella versione ovidiana, l'amore dei due giovani era contrastato dai parenti, e i due, che erano vicini di casa, erano costretti a parlarsi attraverso una crepa nel muro che separava le loro abitazioni. Questa difficile situazione li indusse a programmare la loro fuga d'amore. Nel luogo dell'appuntamento, che era vicino ad un gelso, Tisbe, arrivata per prima, incontra una leonessa dalla quale si mette in salvo perdendo un velo che viene stracciato e macchiato di sangue dalla belva stessa. Piramo trova il velo macchiato dell'amata e, credendola morta, si suicida lanciandosi su una spada. Sopraggiunge Tisbe che lo trova in fin di vita e, mentre tenta di rianimarlo, gli sussurra il proprio nome. Piramo riapre gli occhi e riesce a guardarla prima di morire. Per il grande dolore, anche Tisbe si lancia sulla spada dell'amato sotto il gelso. Tanta è la pietà degli dei nell'ascoltare le preghiere di Tisbe che trasformano i frutti del gelso, intriso del sangue dei due amanti, in color vermiglio.
Altri autori della Tarda Antichità (Nonno di Panopoli o la novella cristiana Recognitiones) raccontano una versione sensibilmente diversa da quella di Ovidio. La scena si svolge in Cilicia, dove Tisbe - per timore dei genitori - si suicida quando scopre di essere incinta di Piramo, che si suicida a sua volta. Piramo si trasforma in fiume, mentre Tisbe in una fonte. Di fatto, in Cilicia c'è un fiume che si chiama Pyrămus (Ceyhan), cosa che potrebbe indicare che questa versione corrisponde a una ancora più antica di quella raccontata da Ovidio.

Alla memoria di questo importante fiume è legato anche un oracolo riferito da Strabone (Geografia, 1,3,7.52; 12,2,4.536):
«Verrà tempo che il Piramo,
dalla rapida e vasta corrente,
spingendo sempre più innanzi la spiaggia,

perverrà alla sacra Cipro.»

## Il mito nel Medioevo

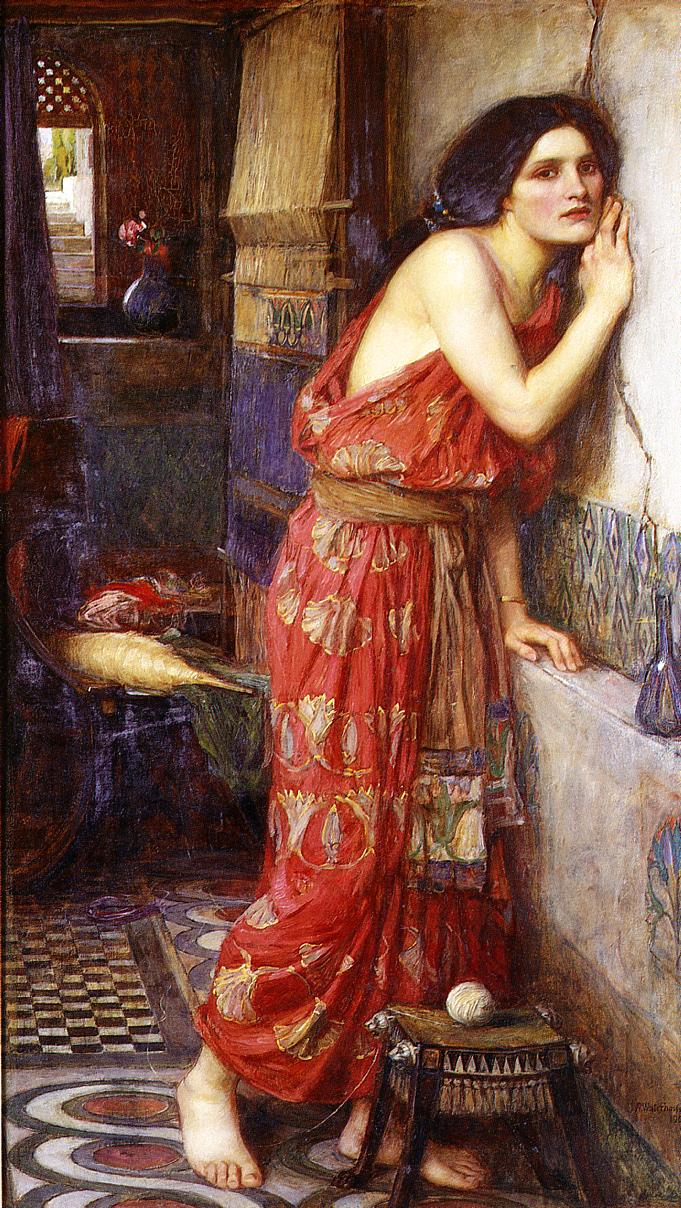
Tisbe accostata al muro, di John William Waterhouse, 1909.

Durante il Trecento, gli autori Giovanni Boccaccio e Geoffrey Chaucer ripresero il mito di Piramo e Tisbe per alcuni dei loro racconti. Nel Decameron di Boccaccio la quinta novella della settima giornata è assai simile al racconto dei due sfortunati amanti. Infatti due innamorati sono costretti a comunicare per non farsi scoprire dal marito di lei, attraverso una fessura nel muro. Tuttavia la storia finirà diversamente dal mito originale. Nei Racconti di Canterbury Chaucer nella sezione di Amori infelici elabora una novella dai toni drammatici simili a quelli di Piramo e Tisbe. Un vecchio non sopporta che la figlia s'incontri con il suo innamorato e la obbliga a concentrarsi su un partito migliore. Dato che la ragazza resiste, il vecchio fa uccidere la ragazza in un accesso di follia, di seguito il ragazzo amante si toglierà la vita per la disperazione.
Dante, nel Purgatorio (canto XXVII, vv. 37-39) fa riferimento alla vicenda di Piramo, che morente apre per un attimo gli occhi all'udire il nome dell'amata Tisbe. Come Piramo, anche Dante, spaventato dall'idea di dover attraversare un muro di fuoco, prende coraggio quando Virgilio nomina Beatrice che lo attende al di là del muro.

## Romeo e Giulietta
La trama di Romeo e Giulietta, la celebre tragedia di William Shakespeare, è quasi del tutto identica al mito di Piramo e Tisbe. Infatti lo scrittore teatrale elisabettiano trasse il suo spettacolo dal poema Romeus and Juliet di Arthur Brooke che a sua volta derivava dalla novella su Romeo e Giulietta di Luigi da Porto, punto di arrivo di una lunga schiera di racconti di amanti suicidi che ha la sua prima traccia in Piramo e Tisbe. Come i due amanti, Romeo Montecchi e Giulietta Capuleti non possono passare momenti sereni a causa dell'odio tra le due famiglie, e tristi e sfavorevoli situazioni (in questo caso l'arrivo in ritardo di una lettera importante) faranno sì che gli amanti si uccidano per restare per sempre uniti.

## Sogno di una notte di mezza estate

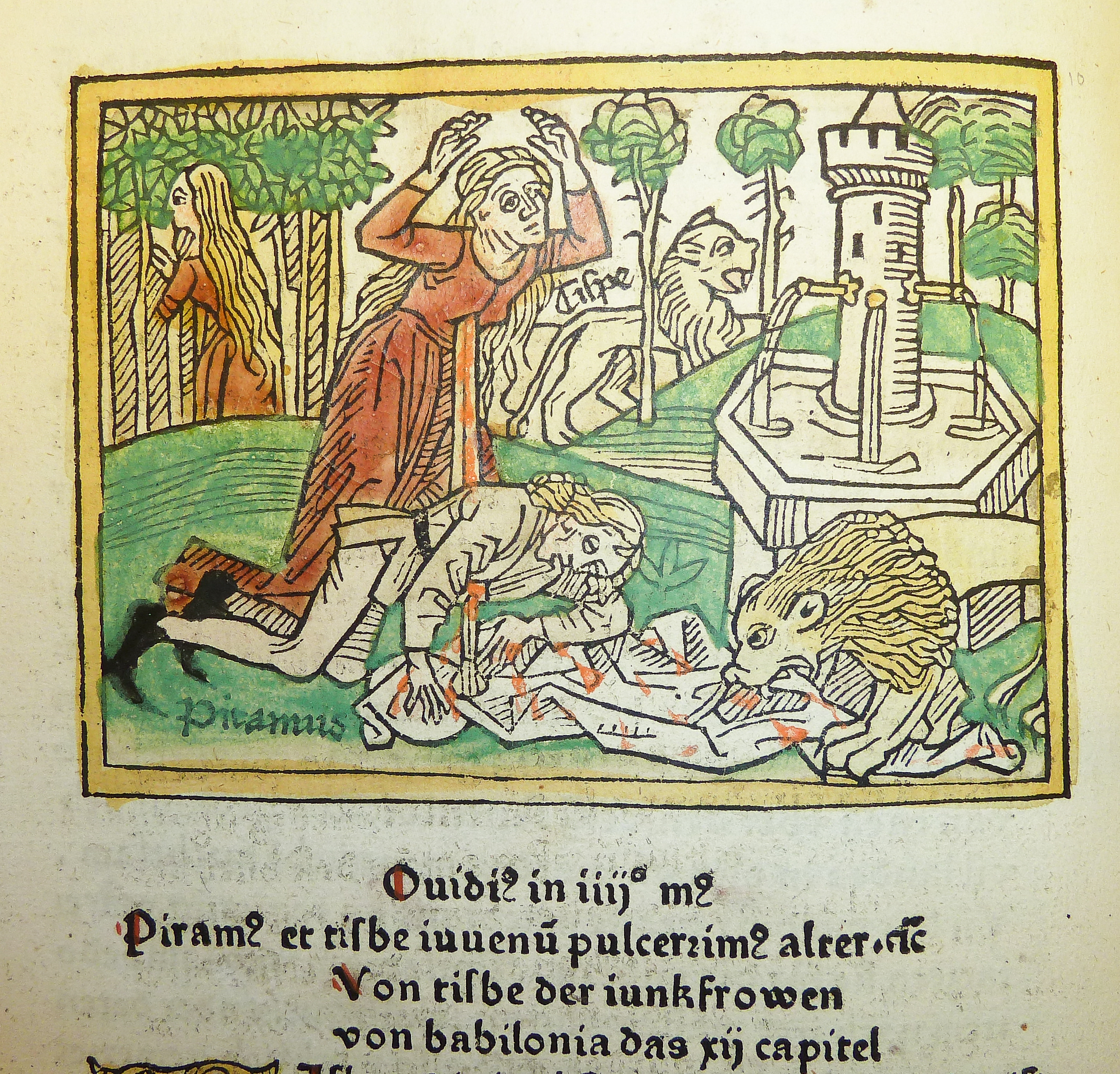
Xilografia tratta dal libro "De mulieribus claris" di Giovanni Boccaccio tradotto in tedesco da Heinrich Steinhöwel nel 1473

Sempre nell'opera di Shakespeare Sogno di una notte di mezza estate si fa riferimento alla storia di Piramo e Tisbe. Questa volta la scena si sposta nell'Antica Grecia alla corte dell'eroe mitologico Teseo e della regina delle Amazzoni Ippolita che annunciano proprio all'inizio della commedia le loro nozze. Un gruppo di artigiani ateniesi ha quindi l'idea di allestire una rappresentazione teatrale classica in occasione dell'evento. Viene dunque messa in scena, sia pure con toni comici, la vicenda di Piramo e Tisbe.

## Poemi e opere letterarie

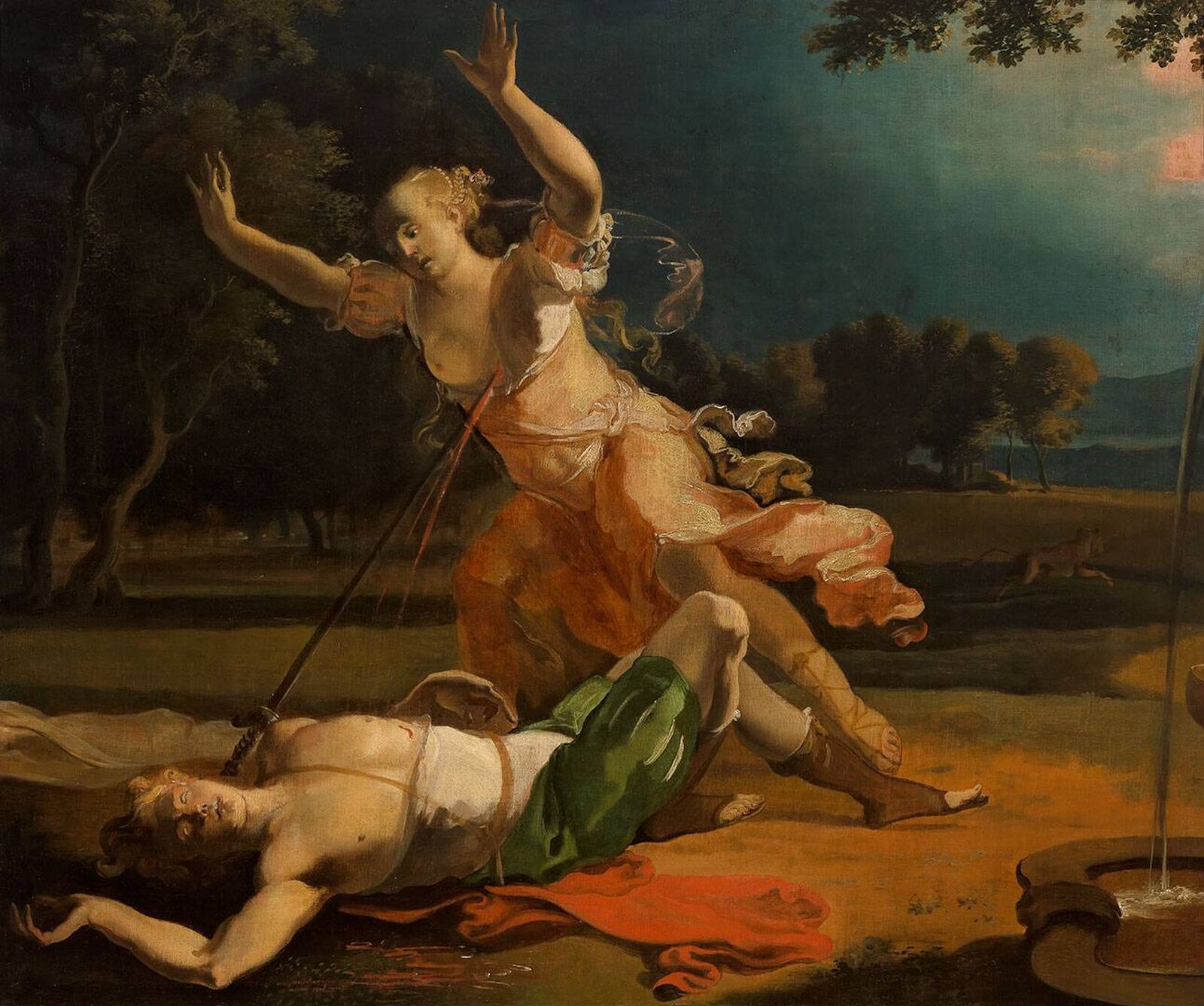
Piramo e Tisbe di Abraham Hondius (1631-1691).

La storia di Piramo e Tisbe, oltre a Romeo e Giulietta e ad alcune novelle di Boccaccio e Chaucer, ha ispirato diverse opere:
- Piramus et Tisbé - novella cortese medievale
- Piramus et Tisbe - poema di Mathieu de Vendôme (XIV secolo)
- Favola di Piramo e Tisbe - poemetto di Bernardo Tasso (1493-1569)
- Historia de los dos leales amadores Piramo y Tisbe (stampata solo nel 1615) - poema di Cristóbal de Castillejo (1490-1550)
- Fabula de Piramo y Tisbe - traduzione da Le Metamorfosi di Ovidio di Pedro Sánchez de Viana (metà del XVI secolo – primo terzo del XVII)
- La Historia de Piramo y Tisbe - poema di Antonio de Villegas (1522-1551)
- Historia de los muy constantes y infelices amores de Píramo y Tisbe (nella raccolta di idilli La Sampogna, 1620) - poemetto di Jorge de Montemayor (1520-1561)
- Piramo e Tisbe (1582) - poema di Gregorio Silvestre de Mesa
- in Cancionero de romances (1584) - raccolta di poemi di Luis de Sepúlveda
- Pyramvs and Thisbe (1597) - poema di Dustan Gale
- Cancionero llamado Flor de Enamorados (1601) - poema di Juan de Linares
- Píramo triste, que de Tisbe mira (1602) - Soneto XVIII da Rimas di Félix Lope de Vega y Carpio (1562-1635)
- Fábula de Píramo y Tisbe (1618) - poema di Luis de Góngora (1561-1627)
- Fábula de Píramo y Tisbe (1621) - poema di Miguel Botelho de Carvalho (1595-?)
- Piramo e Tisbe (1621) -  poema (?) di Juan Antonio de Vera y Figueroa Ávila y Zúñiga, conosciuto come Conde de la Roca (1583 - 1658)
- Tragicall History of Piramus and Thisbe (1628?) - romanzo epico di Abraham Cowley (Londra, 1618 – Chertsey, 28 luglio 1667)
- Ilustración y defensa de la «Fábula de Píramo y Tisbe» (1636) - poema (?) di Cristóbal Salazar Mardones (?-1670)
- Fábula de Píramo y Tisbe in Deleitar aprovechando (Dilettare con giovamento, 1635) - poema di Tirso de Molina, pseudonimo di Gabriel Téllez (1579-1648)
- Fabula de Piramo y Tisbe burlesca (1640) - Pedro Carral y Sotomayor (?)
- Fabula de Piramo y Tisbe (1640?) - poema di Jerónimo de Barrionuevo de Peralta (1587-1671)
- Piramo y Tisbe - poema (?) di Antón González Reguera (conosciuto come Antón de Marirreguera) (?-1662?)
- Piramo y Tisbe (1656) - poema (?) di Miguel de Efren y Quevedo
- Obras de varios asuntos (1660) - poema di Josef Geronimo Valmaseda y Zarzosa
- Fabula de Piramo y Tisbe in Ocios de Castalia (1663) - poema (?) di Juan de Ovando Santaren y Gomez de Loaysa (1624-1706)
- A Piramo y Tisbe - sonetto di Jerónimo de Cáncer y Velasco (1599–1655)
- La fábula de Píramo y Tisbe (agli inizi del XVIII secolo) - Carrillo de Mendoza
- Traducció en vers de la fabula de Piramo y Tisbe (1779) - David Causse
- Pyrame et Thisbé, poème comique en quatre chants - poema di Eugène Berthier
- Romance de Piramo y Tisbe - poema di Agustín Durán (1789-1862)
- Fabula de Piramo y Tisbe (1863) - poema (?) di Pedro Manuel Nicolás Paz Soldán y Unanue (1839-1895)
- Lastimosa historia de Piramo y Tisbe o El amor y el infortunio (1868?) - poema (?) di Alonso y Buján
- La chambre des dames. Contes et romans du Moyen Âge (1922) - traduzione dal francese antico di André Mary
- La fuga di Piramo e Tisbe (2006) - racconto per bambini di Martino Menghi

## Opere teatrali
- Piramo e Tisbe (1621) - tragedia in 5 atti di Théophile de Viau (1590-1626)
- Le Pyrame (1633) - opera teatrale di Jean Puget de la Serre (1594-1665)
- http://dehesa.unex.es/bitstream/handle/10662/4315/0210-8178_4_233.pdf?sequence=1&isAllowed=y[collegamento interrotto] - opera teatrale (?) di Alonso de Olmedo y Ormeño (1626?-1682)
- Comedia famosa de Píramo y Tisbe (stampato nel 1668) - opera teatrale di Pedro Rosete Niño, poeta e drammaturgo spagnolo del secolo XVII
- Pyrame et Thisbé (1674) - opera teatrale di Jacques Pradon (a volte Nicolas Pradon, 1644-1698)
- Piramo e Tisbe - tragedia di François Joseph de Lagrange-Chancel (1677-1758)
- La Tisbe (1722) - tragedia di Francesco Maria Frangiossa
- Pyrame et Thisbé (1726) - parodia di Pierre-Francois Biancolelli (1707-1772) e Jean-Antoine Romagnesi (1690-1742)
- Pyrame et Thisbé (tra il 1726 e il 1740) - parodia di autore sconosciuto, forse Louis Fuzelier (1672-1752)
- Quiproquo, ou Polichinelle Pyrame (1740) - parodia (opera comica?) di Adrien-Joseph le Valois d'Orville (1715-1780)
- Pyrame et Thisbé (1740) - parodia (opera comica?) di Charles-Simon Favart (1710-1792)
- Pyrame et Thisbé (1759) - parodia di Antoine-François Riccaboni (1707-1772)
- Pyrame et Thisbé (1783) - melodramma di Jean Mauduit, detto Larive (1747-1827)
- Pyrame Et Thisbe: Tragedie En Trois Actes Et En Vers (1823) - tragedia in tre atti di Jean-Edouard Bruneaux
- Drei Deutsche Pyramus-Thisbe-Spiele (1911) - opera teatrale di Alfred Schaer
- Pyramus And Thisbe: A Tragedy in Three Acts (1939) - opera teatrale di Laurence Dakin (1904–1972)
- Los amores de Piramo y Tisbe (2001) - tragedia in 4 atti di Manuel Maria Rosal Nunez

## Opere liriche

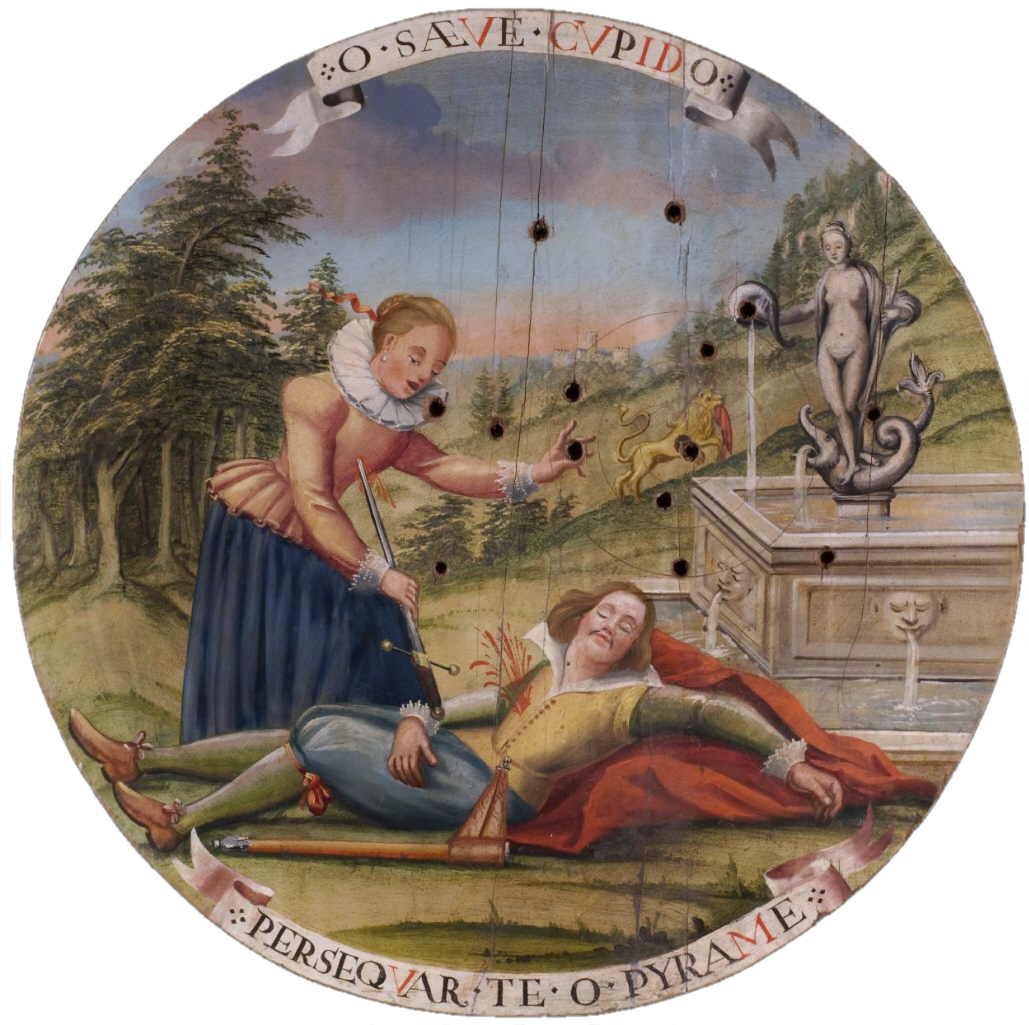
Tiro a segno dipinto con scena greca in abiti di corte del secolo 17.

- Pyramus und Thisbe getreue und festverbundene Liebe (1697) - Opera lirica di Johann Sigismund Kusser (anche Cousser, 1660-1727)
- Pirame et Tisbé (1713) - Opera lirica di Louis-Nicolas Clérambault (1676-1749)
- The comick mask of Pyramus and Thisbe (1716) - Opera parodica di Richard Leveridge (o Leueridge, 1670-1758)
- La Tisbe (1718) - Opera lirica di Giuseppe Antonio Brescianello (1690-1758) su libretto di Pier Jacopo Martello (1665-1727)
- Pyrame et Thisbé (1726) - Opera lirica di François Rebel (1701-1775) e François Francœur (1698-1787) su libretto di Jean-Louis-Ignace de La Serre (1662-1756)
- Pyramus and Thisbe (1745) - Opera parodica di John Frederick Lampe (1703-1751)
- Piramo y Tisbe, drama por musica (1748) - Antonio Gras
- Piramo e Tisbe (1768) - Opera lirica di Johann Adolf Hasse (1699-1783)
- Piramo e Tisbe (1775) - Opera lirica di Venanzio Rauzzini (1746-1810)
- Piramo e Tisbe (1783) - Dramma per musica in 3 atti e 32 scene di Francesco Bianchi (1752-1810)
- Piramo e Tisbe (1784) - Opera lirica di Vincenzo Righini (1756-1812)
- Pyramus und Thisbe: ein musikalisches Duodram (1787) - di Daniel Gottlob Türk (1750-1813) su libretto di Friedrich Anton Franz Bertrand
- Piramo e Tisbe (1788) - Opera di Angelo Tarchi (1760-1814) ???
- Piramus und Tisbe: ein Melodrama (1788) di Stanislaus Franz Xaver Spindler (1763-1819)
- Pyramus und Thisbe, oder, Das Schloss Hünfeld di Gottlob Benedict Bierey (1772-1840)
- Pyramus und Thisbe: Ein musikalisches Duodrama (1795) - di Anton Eberl (1765-1807)
- Piramo e Tisbe (1803) - Opera lirica di Gaetano Andreozzi (1755-1826) su libretto di Giovanni Schmidt (1775?-1839?)
- Pyramus und Thisbé (1816) - Opera lirica di Karl Traugott Eisrich (1775–1835) su libretto di Rudolf von Bergen
- Piramo e Tisbe - Opera lirica di Vincenzo Fiocchi (1767-1843)
- Pyramus und Thisbé (1875?) - Opera lirica di Ludwig Gellert (1827 - 1913) su libretto di Heinrich Oswalt
- Pyramus and Thisbe (2015) - Opera lirica di Barbara Monk Feldman

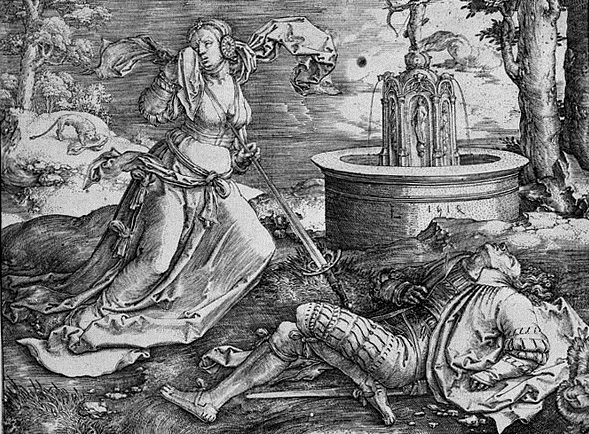
Stampa di Lucas van Leyden.

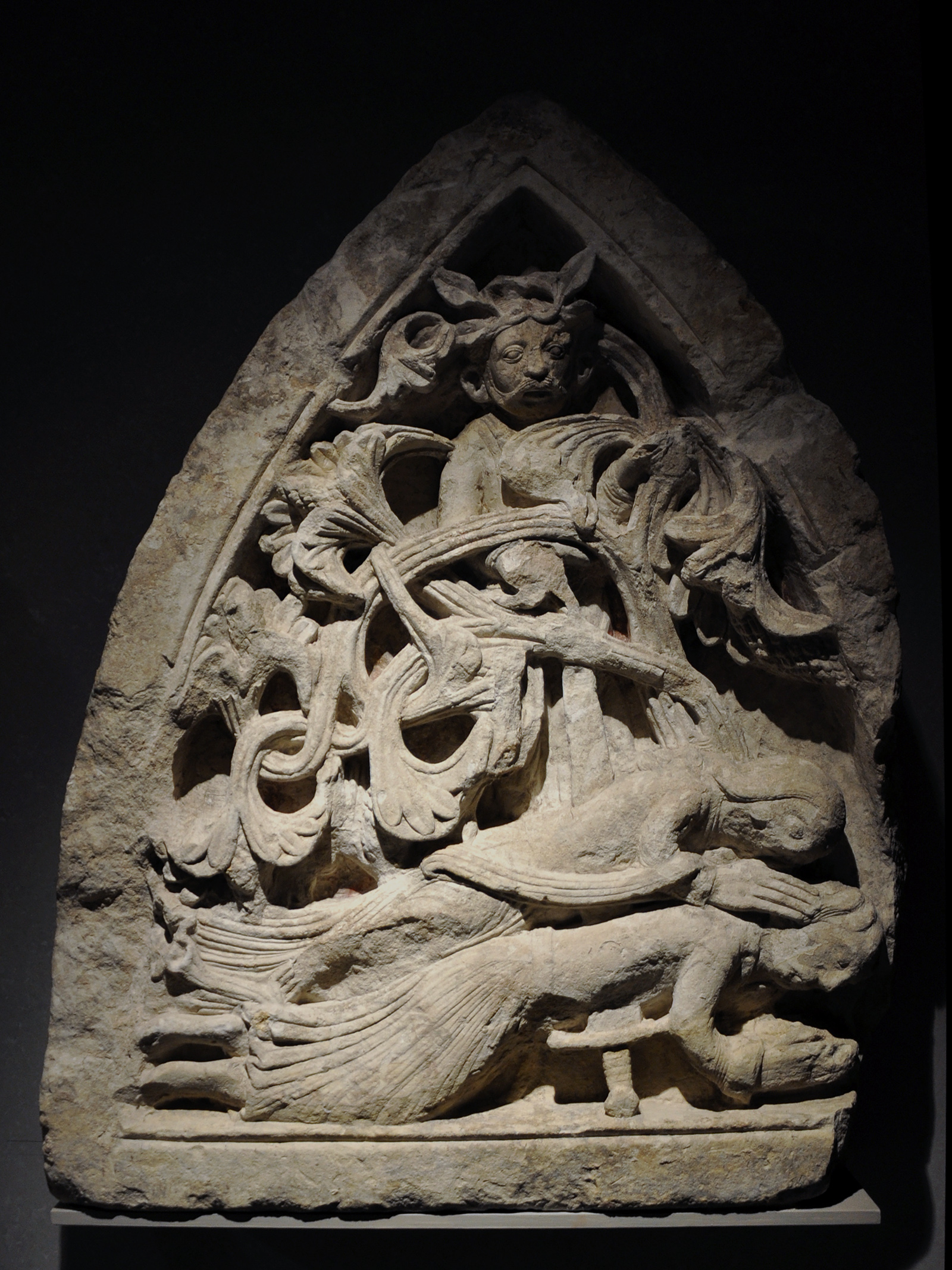
Timpano in pietra proveniente dall'abbazia di Saint-Géry au Mont des boeufs a Combrai.

## Arie, cantate e brani musicali
- Thisbe claeght over de doot van Piramus - contrafact di Willem Reijersz de Lange (1570-1605)
- Pyrame et Thisbé (1716) - 6 cantate da Le Deuxième Livre de Cantates di Michel Pignolet de Montéclair (1667–1737)
- Piramo y Tisbe - Zarzuela di Luis Misón (o Missón, 1727-1766)
- Tisbe (1789/1796) - Cantata di Bonifazio Asioli (1769-1832)
- Pyrame et Thisbé (1823) - cantata di Louis-Constant Ermel (1798–1871)
- Pyrame et Thisbé (1823) - cantata di Edouard Boilly (1799-1854)
- Piramo e Tisbe (1824) - Cantate con cori composte da Luciano Fontana del liceo filarmonico di Lugo
- Pyramme et Thisbé (1840) - duo comico di Henri Streich
- Paysage avec Pyrame et Thisbé - per oboe di Gilles Silvestrini (1961)
- Thisbe (1953-54) - brano di Bill Russo per l'orchestra di Stan Kenton
- Flute Song (Pyramus and Thisbe) (1989) - brano contenuto nel disco "Big Theatre" di Peter Erskine
- Pyramus and Thisbe (1990) - brano contenuto nel disco "A Midsummer Night's Dream" dei Twice a man
- Pyramus and Thisbe (1993) - brano contenuto nel disco "The Return of Red Emma" di Lida Husik
- Thus Thisbe Ends (1999) - brano contenuto nel musical "A Midsummer Night's Dream" di Andrew Sherman e Rusty Magee
- Pyramus and Thisbe (2010) - composizione di Daniel Kellogg
- Pyramus and Thisbe (2013) - brano contenuto nel disco "Trees, Walls, Cities" del Brodsky Quartet e Loré Lixenberg

## Citazioni
- Nelle sue Fabulae (Le favole, I secolo a.C.)  lo scrittore romano Igino cita Piramo nel capitolo dei Suicidi (CCXLII. Qui se ipsi interfecerunt): "Piramo a Babilonia si uccise per amore di Tisbe." E quindi cita anche Tisbe nel capitolo successivo sulle suicide (CCXLIII.  Quae se ipsae interfecerunt): "Tisbe di Babilonia si uccise perché Piramo a sua volta si era suicidato."
- Nello scritto filosofico De Ordine (L'Ordine), Sant'Agostino (354-430) parla del suicidio di Piramo.
- Nel XXVII canto del Purgatorio della Commedia di Dante Alighieri, vv. 37-42 si fa riferimento alla storia di Piramo e Tisbe.
- Nel Don Chisciotte di Miguel de Cervantes (1547-1616), quando Cardenio racconta la sua storia con Lucinda, paragona i genitori di lei a quelli della "tanto cantata" Tisbe, e quando Don Lorenzo recita "... questo sonetto sulla favola, o storia che dir si voglia, di Piramo e Tisbe".
- Ne Les Filles de Minée in "Le Favole" (XII,28) Jean de La Fontaine (1621-1695).
- Ne El Poeta (1785) di Vicente Antonio García de la Huerta (1734 - 1787)
- Ne Il Conte di Montecristo di Alexandre Dumas (1802-1870), nel capitolo 50 intitolato Piramo e Tisbe l'autore descrive l'amore segreto tra Maximillian Morrel e Valentine de Villefort.
- Nella Scena VI del primo atto de Il figlio assassino per la madre (Trieste 1824) di August Friedrich Ferdinand von Kotzebue
- Nel Cyrano de Bergerac di Edmond Rostand (1868-1918), nella tirata del naso, Cyrano dice: Enfin parodiant Pyrame en un sanglot: «Le voilà donc ce nez qui des traits de son maître a détruit l'harmonie! Il en rougit, le traître! »
- Nelle sue Poésies libres (1945) Guillaume Apollinaire (1880-1918) dedica dei versi a Piramo e Tisbe
- Nel 1964 i Beatles recitarono la scena di Piramo e Tisbe dal Sogno di una notte di mezza estate per il quattrocentesimo anniversario dalla nascita di William Shakespeare.
- Il mito viene citato più volte nel corso dell'episodio La figlia sorge ancora della ventitreesima stagione de I Simpson, dove svolge tra l'altro un certo ruolo tematico all'interno della trama.